# Shereefa Lloyd
Shereefa Lloyd (1982. szeptember 2. –) világbajnoki ezüstérmes és olimpiai bronzérmes jamaicai atlétanő, futó.
Tagja volt a pekingi olimpián bronzérmes, valamint a 2007-es és a 2009-es világbajnokságon ezüstérmes jamaicai négyszer négyszázas váltónak.

## Egyéni legjobbjai
- 100 méter - 11,50 (2003)
- 200 méter - 23,10 (2004)
- 400 méter - 51,00 (2007)